# Wardell Quezergue

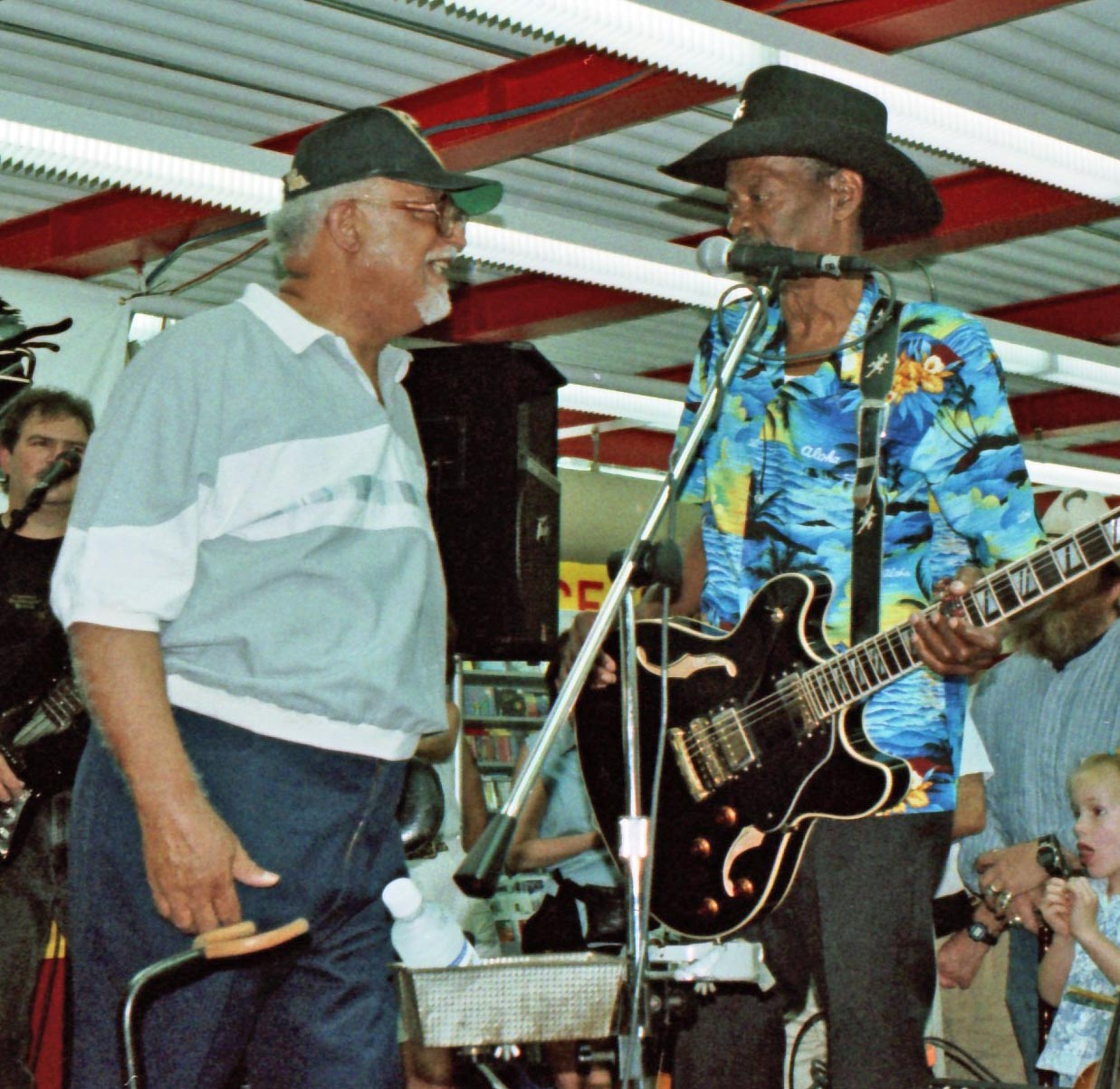
Wardell Quezergue (links) mit Clarence Gatemouth Brown bei Tower Records, New Orleans

Wardell Joseph Quezergue Sr. (* 12. März 1930 in New Orleans; † 6. September 2011 ebenda) war ein US-amerikanischer Trompeter (Soul, Rhythm and Blues und Jazz), Komponist, Arrangeur und Musikproduzent, ferner Bandleader und Musikpädagoge.

## Leben
Quezergues Vater spielte Gitarre, seine Mutter Klarinette; ein älterer Bruder war Trompeter. Er selbst lernte ebenfalls Trompete und hatte mit zwölf Jahren erste Auftritte. Während seiner Highschool-Zeit schrieb er eine erste Komposition, Harry Jones' Back Beat Boogie, für die Xavier Prep Band. Er leistete seinen Militärdienst seit 1951 zunächst in Tokio ab, wo er in Armeebands spielte und auch diese leitete, dann in Korea. Mitte der 1950er Jahre kehrte er nach New Orleans zurück und gründete die Band Royal Dukes of Rhythm mit befreundeten Kriegsveteranen, die erfolgreich auf Tanzveranstaltungen auftrat. Schließlich verlegte er seine Aktivitäten auf Musik-Arrangement und Produktion; daneben unterrichtete er und leitete die Schulband der St. Mary’s Academy. Anfang der 1960er Jahre entstanden mit seiner Formation Wardell & the Sultans Aufnahmen für Imperial Records unter der Produktion von Dave Bartholomew. In dieser Zeit wirkte er als Trompeter auch bei Einspielungen von Earl King und Shirley & Lee mit.
Mitte der 1960er Jahre war er einer der Gründer des Labels Nola Records, auf dem Singles u. a. von Eddie Bo, June Gardner, Robert Parker und dem Keyboarder Wilson „Willie Tee“ Turbinton erschienen. 1964 schrieb er mit dem Schlagzeuger Smokey Johnson It Ain’t My Fault; 2010 wurde der Song bei einer Benefiz-Veranstaltung für Opfer der Ölpest im Golf von Mexiko 2010 von Lenny Kravitz, Mos Def, Trombone Shorty, Tim Robbins und der Preservation Hall Jazz Band dargeboten. Für die Pointer Sisters schrieb er 1971 Don't Try to Take the Fifth. Sein Arrangement für Professor Longhairs Big Chief führte dazu, dass er an den Tantiemen des Songs beteiligt wurde.
Am erfolgreichsten als Arrangeur und Produzent war seine Arbeit für das in Jackson (Mississippi) ansässige Label Malaco Records. Der Titel Groove Me war ein Nummer-1-Hit der amerikanischen R&B-Charts. In seinen späteren Jahren war er weiter als Produzent und Arrangeur für verschiedenen Label tätig; er arrangierte unter anderem für die Neville Brothers oder Johnny Adams. 1999 arrangierte er die Bläsergruppe für das Album American Music, Texas Style von Clarence Gatemouth Brown. Auch leitete er eigene Bigbands. 2000 legte er unter eigenem Namen das Album A Creole Mass vor; die seit 1999 mehrfach aufgeführte Messe für Chöre, Solisten, Jazzband und Sinfonieorchester reflektierte seine Erfahrungen während des Koreakriegs. Zu seinen letzten Arbeiten gehört die Leitung einer Bigband für Aufnahmen mit dem Sänger Luther Kent (The Bobby Bland Songbook, 2009) und die Bläser-Arrangements für das Album Here Come the Saints von Big Chief Howard Miller mit der Band Creole Wild West. Zuletzt beendete eine Erblindung infolge einer Diabetes-Erkrankung seine Karriere.
Quezergue wirkte im Laufe seiner Karriere auch bei Aufnahmen von Jean Knight, The Dixie Cups, Robbie Robertson (Storyville), King Floyd, Dorothy Moore und Dr. John (Goin' Back to New Orleans, 1992) mit. Er arbeitete außerdem mit Künstlern wie Stevie Wonder, Paul Simon, B. B. King und Willie Nelson.

## Diskographische Hinweise
- Maestropiece (2000)[6]
- Sixty Smokin Soul Senders (2005)
- Don’t Be No Square, Get Hip to Quezerque (1959–91, ed. 2005)
- Music for Children ages 3 to 103: The Saint Agnes Sessions (Jazz Foundation of America, 2008) mit Dr. John
- Strung Out (The Malaco Sessions) (Grapevine, 2008)